# Bonarcado
Bonarcado (en sard, Bonàrcado) és un municipi italià, dins de la província d'Oristany. L'any 2007 tenia 1.702 habitants. Es troba a la regió de Montiferru. Limita amb els municipis de Bauladu, Milis, Paulilatino, Santu Lussurgiu i Seneghe.

## Administració
| Període | Identitat   | Partit        |
| ------- | ----------- | ------------- |
| 2005-   | Mario Sassu | Llista cívica |